# グロペッロ・カイローリ
グロペッロ・カイローリ（伊: Gropello Cairoli）は、イタリア共和国ロンバルディア州パヴィーア県にある、人口約4,300人の基礎自治体（コムーネ）。

## 地理

### 位置・広がり

#### 隣接コムーネ
隣接するコムーネは以下の通り。
- ドルノ
- ガルラスコ
- ヴィッラノーヴァ・ダルデンギ
- ゼルボロ
- ジナスコ

### 気候分類・地震分類
気候分類では、zona E, 2619 GGに分類される。
また、イタリアの地震リスク階級 (it) では、zona 3 (sismicità bassa) に分類される
。

## 行政

### 分離集落
グロペッロ・カイローリには、以下の分離集落（フラツィオーネ）がある。
- Ca' Rossa, Cascina Annunciata, Cascina Giovannetti, Cascina Lupa, Cascina Malpensata, Cascina Miradolo, Cascina Molinetto, Cascina Suero, Cascina Vergnona, Morgarolo, Ronco Gennaro, San Massimo, Cielo alto, Santo Spirito